# Nanna colonoides
Nanna colonoides – gatunek] motyla z rodziny mrocznicowatych i podrodziny niedźwiedziówkowatych.
Gatunek ten opisany został w 1963 roku przez Sergiusa G. Kiriakoffa jako Lithosia colonoides.
Samce mają narządy rozrodcze o dobrze widocznym processus basalis plicae, nie krótszym niż połowa długości walw, prawie prostym i krótszym niż supervalva. Supervalva co najmniej tak długa jak ala valvae, które są gładko zagięte i ścięte. Unkus krótki i smukły.
Motyl afrotropikalny, znany tylko z Demokratycznej Republiki Konga.